# Breze (Novi Vinodolski)
Breze falu Horvátországban, Tengermellék-Hegyvidék megyében. Közigazgatásilag Novi Vinodolskihoz tartozik.

## Fekvése
A horvát tengerpart északi részének közepén, Novi Vinodolskitól 12 km-re északkeletre, a tengerparttól  10 km-re a hegyek között fekszik.

## Története
1890-ben 228, 1910-ben 288 lakosa volt. 1920-ig Modrus-Fiume vármegye Novi járásához tartozott. 2011-ben mindössze 4 állandó lakosa volt.

## Lakosság
| Lakosság változása | Lakosság változása | Lakosság változása | Lakosság változása | Lakosság változása | Lakosság változása | Lakosság változása | Lakosság változása | Lakosság változása | Lakosság változása | Lakosság változása | Lakosság változása | Lakosság változása | Lakosság változása | Lakosság változása | Lakosság változása |
| ------------------ | ------------------ | ------------------ | ------------------ | ------------------ | ------------------ | ------------------ | ------------------ | ------------------ | ------------------ | ------------------ | ------------------ | ------------------ | ------------------ | ------------------ | ------------------ |
| 1857               | 1869               | 1880               | 1890               | 1900               | 1910               | 1921               | 1931               | 1948               | 1953               | 1961               | 1971               | 1981               | 1991               | 2001               | 2011               |
| 0                  | 0                  | 6                  | 228                | 272                | 288                | 306                | 312                | 238                | 337                | 426                | 62                 | 10                 | 6                  | 5                  | 4                  |